# Brendan Kingman
Brendan Kingman, född den 22 maj 1973 i Bankstown i Australien, är en australisk före detta professionell basebollspelare som tog silver vid olympiska sommarspelen 2004 i Aten.
Kingman spelade 1992-1995 i Florida Marlins farmarklubbssystem och 1998-2000 i Seattle Mariners farmarklubbssystem. Han har även spelat i Australien.
Kingman representerade Australien i World Baseball Classic 2006. Han spelade två matcher och hade en hit på fem at bats.